# چهار گوزن

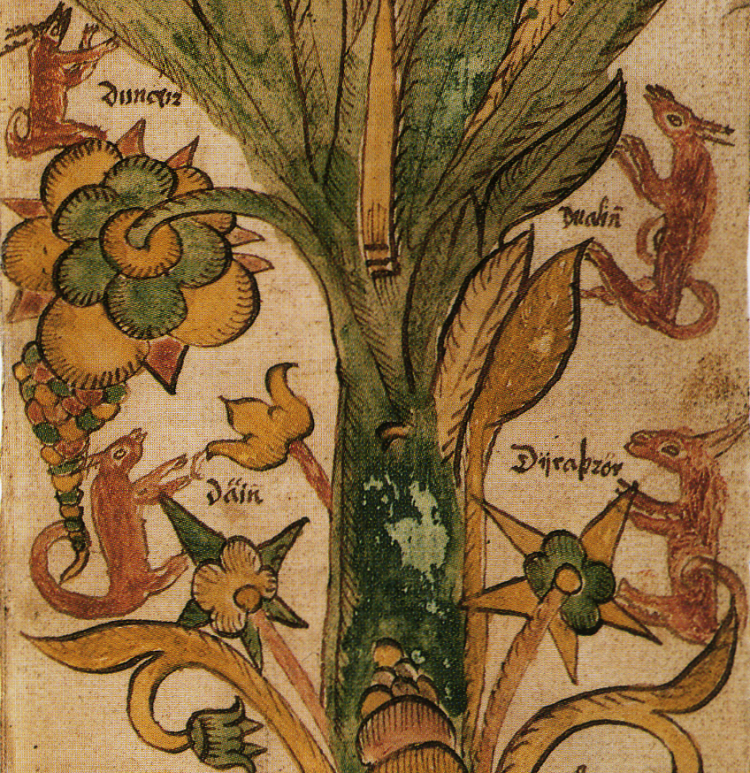
این نقاشی که توسط یک ایسلندی قرن هفدهمی انجام شده‌است، چهار گوزن را روی درخت‌ جهانی نشان می‌دهد. نه گوزن‌ها و نه درخت خاکستر بومی ایسلند نیستند.

چهار گوزن یا گوزن‌ها (گوزن قرمز نر) یا Dáinn, Dvalinn, Duneyrr, Duraþrór در اساطیر نورس گوزن‌هایی هستند که در میان شاخه‌های درخت جهان ایگدراسیل مشغول جویدن آن هستند. به گفته ادای شاعرانه، گوزن‌ها گردن خود را به سمت بالا می‌برند تا شاخه‌ها را بشکنند. شبنم صبح در شاخ آنها جمع می‌شود و رودخانه‌های جهان را می‌سازد. حدس و گمان‌هایی در مورد گوزن‌ها و ارزش نمادین بالقوه آنها وجود دارد.

## نظریه‌ها

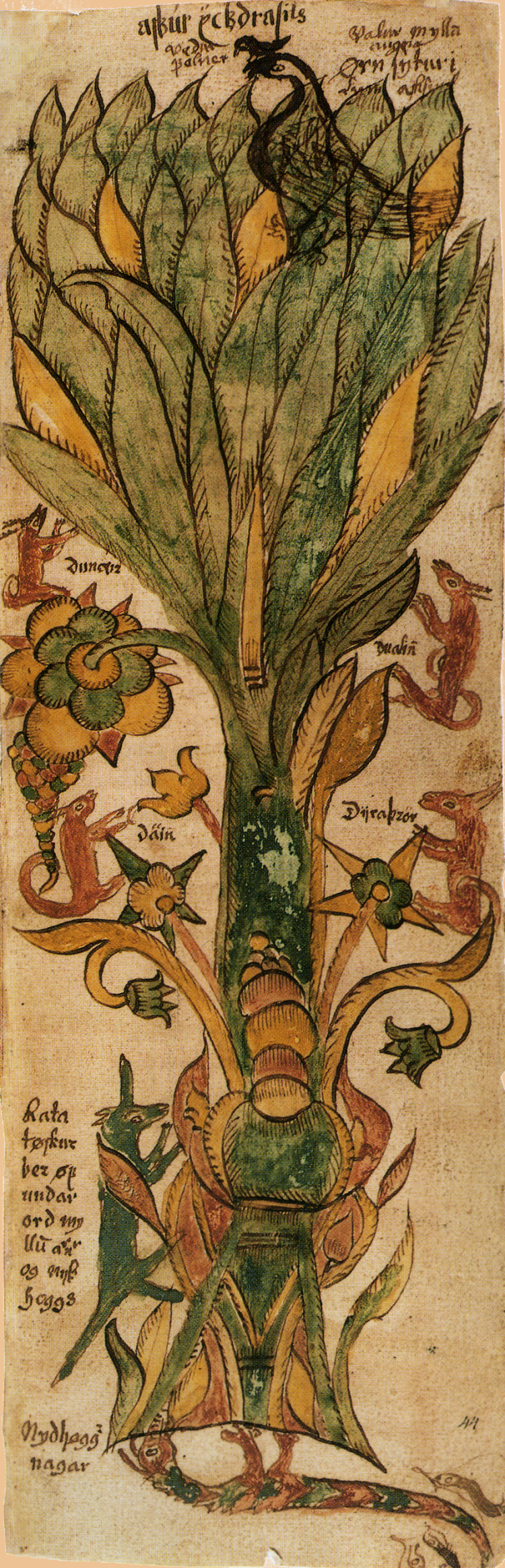
تصویری از درخت ایگدراسیل، در بالای درخت شاهینی به نام ورفولنیر بین چشمان عقابی بی‌نام نشسته‌است، در قسمت میانه درخت چهار گوزن در حال جویدن ایگدراسیل هستند و در قسمت پایینی راتاتوسکر و پایین تر از آن اژدهای نیهوگر قرار دارد.

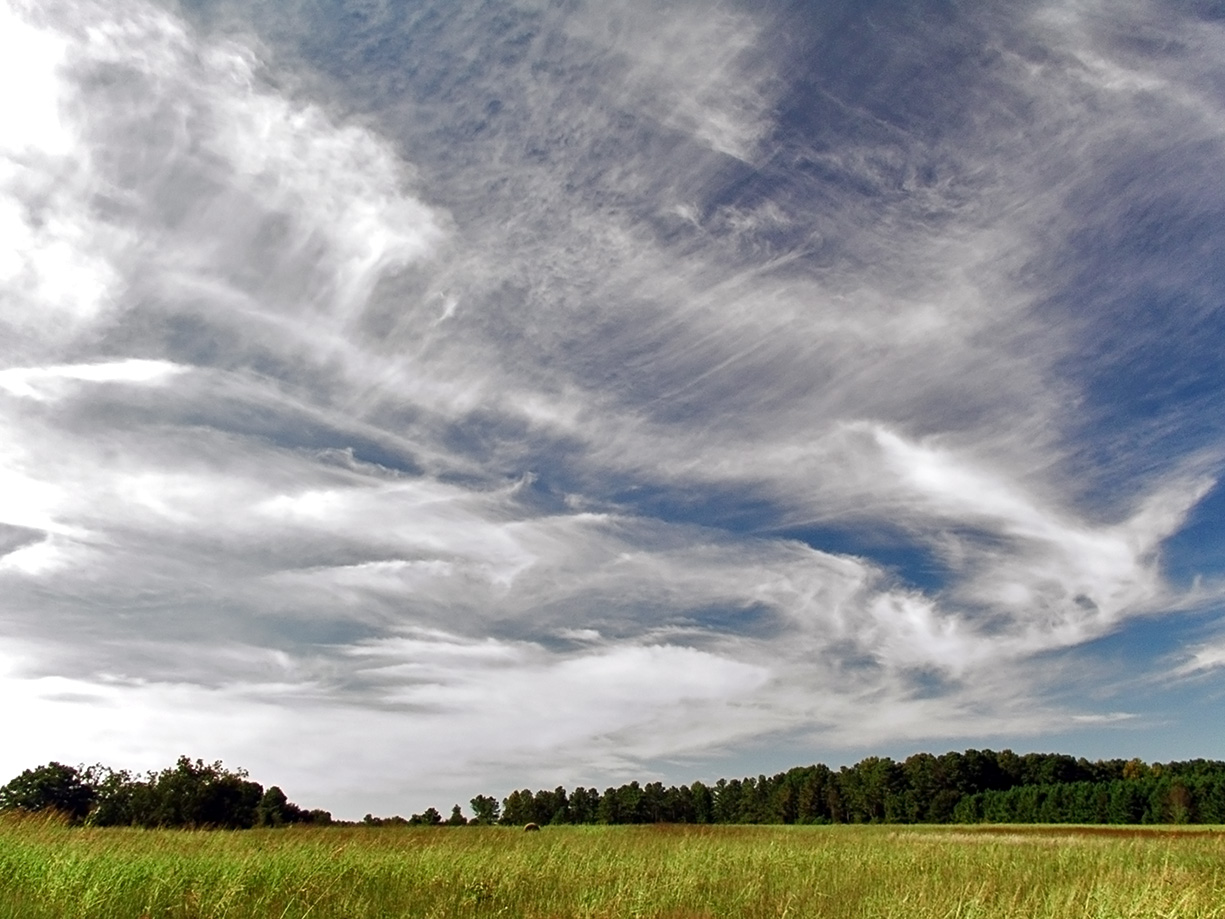
آسمان به عنوان شاخه‌های ایگدراسیل: مقایسه کنید که چگونه الگوهای ابرهای سیروس ممکن است به شاخه های درخت خاکستر شباهت داشته باشند.

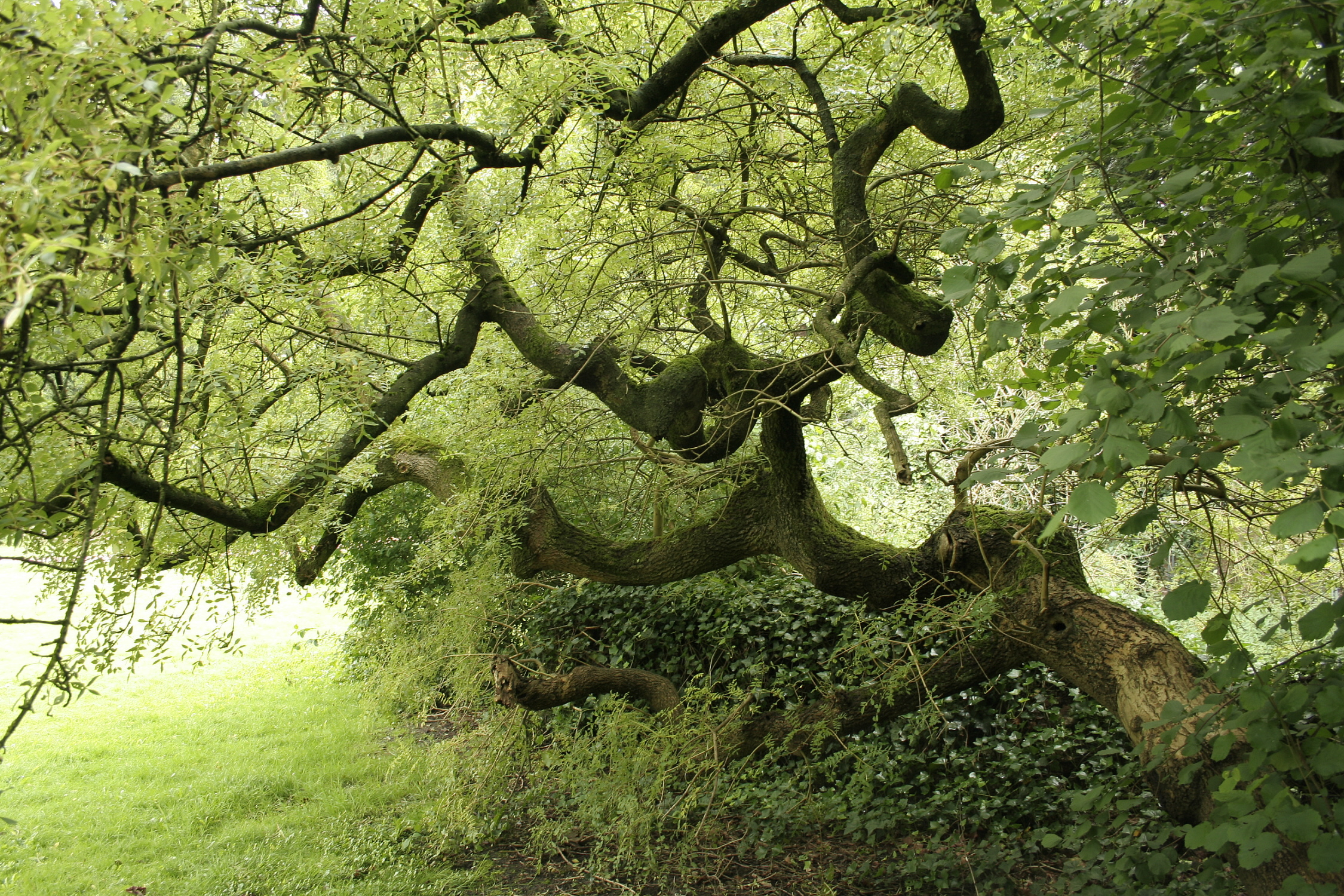
درخت‌ خاکستر یا زبان گنجشک

پیشنهادهای اولیه برای تفسیر گوزن‌ها شامل ارتباط آن‌ها با چهار عنصر، چهار فصل یا گام‌های ماه بود.
فینور مگنوسون در اثر تأثیرگذار خود در سال ۱۸۲۴ پیشنهاد کرد که گوزن‌ها بادها را نشان می‌دهند. بر اساس تفسیری از نام آنها، او Dáinn («مرده») و Dvalinn («ناخودآگاه») را بادهای آرام و Duneyrr («رعد و برق در گوش») و Duraþrór («خواب پر رونق»، شاید اشاره به خروپف)، را بادهای شدید تفسیر کرده‌است. او همچین گوزن‌هایی را که برگ‌های درخت را گاز می‌گیرند، به بادهایی تعبیر کرد که ابرها را می‌دریدند. فینور خاطرنشان کرد که دورف‌ها بادها را کنترل می‌کنند (نگاه کنید به نوری، سوئری، آستری و وستری، کوتوله‌های اصلی اساطیر نورس)، و دو نام از نام‌های گوزن‌ها، داین و دوالین (Dáinn, Davlinn)، نیز نام‌های دورفی هستند.
بسیاری از محققان، به پیروی از سوفوس باگ، معتقدند که مصراع‌های ۳۳ و ۳۴ از گریمنیسمال نسبت به بیت‌های اطرافشان منشأ متأخر دارند.
فینور جانسون حدس زد که در ابتدا فقط یک گوزن وجود داشت که بعداً به چهار گوزن تبدیل شده بود، احتمالاً یکی در هر طرف.
این با مصرع ۳۵ از گریمنیسمال مطابقت دارد که فقط یک گوزن را ذکر می‌کند:
| گریمنیسمال، ۳۵ Askr Yggdrasils drýgir erfiði meira enn menn viti: hiörtr bitr ofan, en á hliðo fúnar, skerðer Níðhöggr neðan. | ترجمه بنجامین ثورپ ایگدراسیل به سختی رنج می‌برد بزرگتر از آنچه که مردم می دانند؛ یک گوزن آن را از بالا گاز می گیرد و در پهلویش می‌پوسد, نیهوگر از زیر پاره اش می‌کند. |  |

پیشنهاد شده‌است که این گوزن اصلی با ایکتیرنیر که قبلاً در گریمنیسمال ذکر‌ شده، یکسان است.